# Liste der Lieder von Franz Josef Degenhardt
Die Liste der Lieder von Franz Josef Degenhardt ist eine Übersicht der Lieder des deutschen Liedermachers und Schriftstellers Franz Josef Degenhardt.

## Struktur der Übersicht
Die Übersicht listet
- alle selbst geschriebenen Lieder von Franz Josef Degenhardt (siehe Kategorie: eigener Song)
- alle Coversongs, die er aufgenommen hat (siehe Kategorie: Coversong) und
- alle Coversongs, die er mit neuem Text versehen hat (siehe Kategorie: Coversong mit neuem Text).

## Übersicht
| Liedtitel                                                        | Liedanfang                                                                                | Liedtexter             | Album                                                                  | Veröffent-lichungsjahr | Kategorie                                                                |
| ---------------------------------------------------------------- | ----------------------------------------------------------------------------------------- | ---------------------- | ---------------------------------------------------------------------- | ---------------------- | ------------------------------------------------------------------------ |
| 2. Juni 1967                                                     | „Da habt ihr es, das Argument der Straße ...“                                             | Franz Josef Degenhardt | Wenn der Senator erzählt                                               | 1968                   | eigener Song                                                             |
| 40                                                               | „Nun bin ich vierzig Jahre alt ...“                                                       | Franz Josef Degenhardt | Mutter Mathilde                                                        | 1972                   | eigener Song                                                             |
| Aber Katja lebt noch                                             | „Aber Katja lebt noch, über 60 ist die ...“                                               | Franz Josef Degenhardt | Aus dem Tiefland                                                       | 1994                   | eigener Song                                                             |
| Adieu, Kumpanen                                                  | „Ich werd' jetzt ziehn, Kumpanen, und kann mich erholen ...“                              | Franz Josef Degenhardt | Väterchen Franz                                                        | 1966                   | eigener Song                                                             |
| Ala - Kumpanen, Sangesbrüder                                     | „Der Speckmond über meiner Räucherkate grinst ...“                                        | Franz Josef Degenhardt | Kommt an den Tisch unter Pflaumenbäumen                                | 1973                   | eigener Song                                                             |
| Alte Freunde                                                     | „Manchmal triffst du in deiner Stadt ...“                                                 | Franz Josef Degenhardt | Spiel nicht mit den Schmuddelkindern                                   | 1965                   | eigener Song                                                             |
| Als es noch Feinde gab, Madame                                   | „Wie? - Als es noch Feinde gab, Madame? ...“                                              | Franz Josef Degenhardt | Wer jetzt nicht tanzt                                                  | 1990                   | eigener Song                                                             |
| Als Kommunist                                                    | „Heute, da läuft’s schon, das ging aber nicht so sofort ...“                              | Franz Josef Degenhardt | Wildledermantelmann                                                    | 1977                   | eigener Song                                                             |
| Alter Mann im Frühling                                           | „Ach was! Sieh da, der Flieder blüht ...“                                                 | Franz Josef Degenhardt | Nocturn                                                                | 1993                   | eigener Song                                                             |
| Am Fluß                                                          | „Haben sie ...“                                                                           | Franz Josef Degenhardt | Aus dem Tiefland                                                       | 1994                   | Coversong mit neuem Text                                                 |
| Am Grab                                                          | „Ach, Rudi! ...“                                                                          | Franz Josef Degenhardt | Wer jetzt nicht tanzt                                                  | 1990                   | eigener Song                                                             |
| Am Spion                                                         | „Sie ist doch dünner geworden ...“                                                        | Franz Josef Degenhardt | Da müssen wir durch                                                    | 1987                   | eigener Song                                                             |
| Am Strom und bei der Lorelei                                     | „Man steigt nicht in den selben Strom zweimal ...“                                        | Franz Josef Degenhardt | Da müssen wir durch                                                    | 1987                   | eigener Song                                                             |
| Angela Davis                                                     | „Drei schwarze Brüder, die sangen, das war ...“                                           | Franz Josef Degenhardt | Mutter Mathilde                                                        | 1972                   | eigener Song                                                             |
| Angenommen                                                       | „Nehm' wir mal an ...“                                                                    | Franz Josef Degenhardt | Degenhardt Live                                                        | 1968                   | eigener Song                                                             |
| An den Schwankenden                                              | „Du sagst: ...“                                                                           | Franz Josef Degenhardt | Und am Ende wieder leben                                               | 1992                   | eigener Song                                                             |
| An der Haltestelle                                               | „Ich sah Kassandra ...“                                                                   | Franz Josef Degenhardt | Aus dem Tiefland                                                       | 1994                   | eigener Song                                                             |
| An der Quelle                                                    | „Hier an dieser klaren Quelle ...“                                                        | Franz Josef Degenhardt | Dreizehnbogen                                                          | 2008                   | eigener Song                                                             |
| An die Kumpanen                                                  | „Ob ich zum Kampf geboren bin ...“                                                        | Franz Josef Degenhardt | Im Jahr der Schweine                                                   | 1969                   | eigener Song                                                             |
| An einige Autoritäten drüben                                     | „Dies ist jetzt unerträglich: ...“                                                        | Franz Josef Degenhardt | Im Jahr der Schweine                                                   | 1969                   | eigener Song                                                             |
| Arbeitslosigkeit                                                 | „ARBEITSLOSIGKEIT na und ...“                                                             | Franz Josef Degenhardt | Wildledermantelmann                                                    | 1977                   | eigener Song                                                             |
| Armer Felix                                                      | „Armer Felix, requiescas in pace. ...“                                                    | Franz Josef Degenhardt | Rumpelstilzchen                                                        | 1963                   | eigener Song                                                             |
| Armer Jonas                                                      | „Ich hatte einen Traum ...“                                                               | Franz Josef Degenhardt | Rumpelstilzchen                                                        | 1963                   | eigener Song                                                             |
| Auf der Espresso-Maschine                                        | „Auf der Espressomaschine traf sie seinen Mund ...“                                       | Franz Josef Degenhardt | Spiel nicht mit den Schmuddelkindern                                   | 1965                   | eigener Song                                                             |
| Au père éternel                                                  | „Komm, sing uns, wie's war, wie der Tod zu dir kam ...“                                   | Franz Josef Degenhardt | Du bist anders als die anderen                                         | 1982                   | eigener Song                                                             |
| Aus dem Tiefland                                                 | „Was willst du hier ...“                                                                  | Franz Josef Degenhardt | Aus dem Tiefland                                                       | 1994                   | eigener Song                                                             |
| Aus der Gruft heraus                                             | „In solcher Lage? ...“                                                                    | Franz Josef Degenhardt | Wer jetzt nicht tanzt                                                  | 1990                   | eigener Song                                                             |
| Auf der Heide                                                    | „...“                                                                                     | Franz Josef Degenhardt | Dämmerung                                                              | 2006                   | eigener Song                                                             |
| Auf der Hochzeit                                                 | „Auf der Hochzeit ...“                                                                    | Franz Josef Degenhardt | Mutter Mathilde                                                        | 1972                   | eigener Song                                                             |
| Ausdiskutiert                                                    | „Das war hier ...“                                                                        | Franz Josef Degenhardt | Im Jahr der Schweine                                                   | 1969                   | eigener Song                                                             |
| Aus und vorbei                                                   | „Aus - und vorbei ...“                                                                    | Franz Josef Degenhardt | Der Wind hat sich gedreht im Lande                                     | 1980                   | eigener Song                                                             |
| Baden-Baden                                                      | „Schon der Bahnhofsvorsteher ...“                                                         | Franz Josef Degenhardt |                                                                        |                        | eigener Song                                                             |
| Ballade vom verlorenen Sohn                                      | „An einem Sonntag, so blauweißgestreift ...“                                              | Franz Josef Degenhardt | Wildledermantelmann                                                    | 1977                   | eigener Song                                                             |
| Ballade vom Edelweißpiraten                                      | „Ich pfeife Dir den alten Pfiff am Grab und nenn? Dich Kamerad. ...“                      | Franz Josef Degenhardt | Du bist anders als die anderen                                         | 1982                   | eigener Song                                                             |
| Ballade von den Weißmachern                                      | „Und als der fleißige Student beendet hat sein Studium ...“                               | Franz Josef Degenhardt | Degenhardt Live                                                        | 1968                   | eigener Song                                                             |
| Ballade von der schönen alten Stadt und von dem listigen Lehrer  | „Das ist die alte schöne Stadt ...“                                                       | Franz Josef Degenhardt | Kommt an den Tisch unter Pflaumenbäumen                                | 1973                   | eigener Song                                                             |
| Ballade von Joß Fritz                                            | „Joß Fritz ist breit und ist leibeigen ...“                                               | Franz Josef Degenhardt | Kommt an den Tisch unter Pflaumenbäumen                                | 1973                   | eigener Song                                                             |
| Bassano                                                          | „Sie warten schon viel länger als Penelope ...“                                           | Franz Josef Degenhardt | Du bist anders als die anderen                                         | 1982                   | eigener Song                                                             |
| Bastard                                                          | „Sie nennen ihn, durchaus mit Respekt ...“                                                | Franz Josef Degenhardt | Und am Ende wieder leben                                               | 1992                   | eigener Song                                                             |
| Befragung eines Kriegsdienstverweigerers                         | „Also sie berufen sich hier pausenlos aufs Grundgesetz ...“                               | Franz Josef Degenhardt | Mutter Mathilde                                                        | 1972                   | eigener Song                                                             |
| Belehrung nach Punkten                                           | „Bitte, um es gleich zu sagen: Wir sind hier für Offenheit ...“                           | Franz Josef Degenhardt | Mit aufrechtem Gang                                                    | 1975                   | eigener Song                                                             |
| Bodo, genannt der Rote                                           | „Dies ist die Ballade von Bodo, genannt der Rote ...“                                     | Franz Josef Degenhardt | Mutter Mathilde                                                        | 1972                   | eigener Song                                                             |
| Bon, la France                                                   | „Bon, la France, bien compris ...“                                                        | Franz Josef Degenhardt | Der Wind hat sich gedreht im Lande                                     | 1980                   | eigener Song                                                             |
| Botschaft an eine Enkelin                                        | „Vielleicht werden sie Dir erzählen von mir ...“                                          | Franz Josef Degenhardt | Wer jetzt nicht tanzt                                                  | 1990                   | eigener Song                                                             |
| Bruder Hans                                                      | „...“                                                                                     | Franz Josef Degenhardt | Dämmerung                                                              | 2006                   | eigener Song                                                             |
| Brunnen-Rondo                                                    | „Sicher, nichts ist so wie früher ...“                                                    | Franz Josef Degenhardt | ... weiter im Text                                                     | 1996                   | eigener Song                                                             |
| Bumser Pacco                                                     | „Ja, Bumser Pacco ...“                                                                    | Franz Josef Degenhardt | Liederbuch                                                             | 1978                   | eigener Song                                                             |
| Café nach dem Fall                                               | „Ich treffe Dich ...“                                                                     | Franz Josef Degenhardt | Café nach dem Fall                                                     | 2000                   | eigener Song                                                             |
| Chile                                                            | „Und wieder versteckt ...“                                                                | Franz Josef Degenhardt | Portugal                                                               | 1974                   | eigener Song                                                             |
| Da müssen wir durch                                              | „Menge Leute auf dieser Beerdigung ...“                                                   | Franz Josef Degenhardt | Da müssen wir durch                                                    | 1987                   | eigener Song                                                             |
| Da sitzt sie nun                                                 | „Da sitzt sie nun ...“                                                                    | Franz Josef Degenhardt | Und am Ende wieder leben                                               | 1992                   | eigener Song                                                             |
| Dämmerung                                                        | „...“                                                                                     | Franz Josef Degenhardt | Dämmerung                                                              | 2006                   | eigener Song                                                             |
| Damals                                                           | „Damals ...“                                                                              | Franz Josef Degenhardt | Aus dem Tiefland                                                       | 1994                   | eigener Song                                                             |
| Dann irgendwann wird sie träumen                                 | „Dann irgendwann wird sie träumen ...“                                                    | Franz Josef Degenhardt | Vorsicht Gorilla!                                                      | 1985                   | eigener Song                                                             |
| Danse Allemande                                                  | „Dann glüht noch die Asche ...“                                                           | Franz Josef Degenhardt | Aus dem Tiefland                                                       | 1994                   | eigener Song                                                             |
| Das Leibregiment                                                 | „Der einst dem Feind die Hosen klopfte ...“                                               | Franz Josef Degenhardt | Dreizehnbogen                                                          | 2008                   | eigener Song                                                             |
| Das Testament                                                    | „Irgendwann so gelüst's uns allen ...“                                                    | Franz Josef Degenhardt | Junge Paare auf Bänken (Franz Josef Degenhardt singt Georges Brassens) | 1986                   | Coversong mit neuem Text                                                 |
| Das Trauerspiel von Afghanistan                                  | „Der Schnee leis stäubend vom Himmel fällt ...“                                           | Franz Josef Degenhardt | Dreizehnbogen                                                          | 2008                   | eigener Song                                                             |
| Das Wasser im Hafen ist schmutzig und schwer                     | „Ziemlich besoffen, aber die Flasche ...“                                                 | Franz Josef Degenhardt | Wallfahrt zum Big Zeppelin                                             | 1971                   | eigener Song                                                             |
| Daß das bloß solche Geschichten bleiben                          | „Dass das bloß solche Geschichten bleiben ...“                                            | Franz Josef Degenhardt | Im Jahr der Schweine                                                   | 1969                   | eigener Song                                                             |
| Dat du min Leivsten büs                                          | „Dat du min Leivsten büs ...“                                                             | Franz Josef Degenhardt | Aus dem Tiefland                                                       | 1994                   | eigener Song                                                             |
| Den Fluss hinunter                                               | „Sie sind die Letzten vom Gonsbachtal ...“                                                | Franz Josef Degenhardt | Dreizehnbogen                                                          | 2008                   | eigener Song                                                             |
| Denkbar ist aber auch immer noch                                 | „Denkbar ist aber auch immer noch ...“                                                    | Franz Josef Degenhardt | Der Wind hat sich gedreht im Lande                                     | 1980                   | eigener Song                                                             |
| Der anachronistische Zug, oder Freiheit, die sie meinen          | „Diesmal wurd es Herbst im Land ...“                                                      | Franz Josef Degenhardt | Kommt an den Tisch unter Pflaumenbäumen                                | 1973                   | eigener Song                                                             |
| Der Bauchladenmann                                               | „Ein kleiner verschmutzter Bauchladenmann ...“                                            | Franz Josef Degenhardt | Rumpelstilzchen                                                        | 1963                   | eigener Song                                                             |
| Der Geburtstag                                                   | „Der Geburtstag ...“                                                                      | Franz Josef Degenhardt | Lullaby zwischen den Kriegen                                           | 1983                   | eigener Song                                                             |
| Der Gott der Pille                                               | „Was sollst du glauben, Christ? ...“                                                      | Franz Josef Degenhardt | Degenhardt Live                                                        | 1968                   | eigener Song                                                             |
| Der Lindenbaum                                                   | „Hinter der Müllverbrennungsanlage ? ...“                                                 | Franz Josef Degenhardt | Sie kommen alle wieder, oder?                                          | 1998                   | eigener Song                                                             |
| Der Mann von nebenan                                             | „Dankst du dem Mann von nebenan? ...“                                                     | Franz Josef Degenhardt | Spiel nicht mit den Schmuddelkindern                                   | 1965                   | eigener Song                                                             |
| Der schwarze Mann                                                | „Niemand grüßt mich in der Stadt ...“                                                     | Franz Josef Degenhardt | Spiel nicht mit den Schmuddelkindern                                   | 1965                   | eigener Song                                                             |
| Der Stand des Verfahrens                                         | „Eingereicht ist die Klage ...“                                                           | Franz Josef Degenhardt |                                                                        |                        | eigener Song                                                             |
| Der Stenz                                                        | „Ich hab ihn tatsächlich wiedergesehn ...“                                                | Franz Josef Degenhardt | Sie kommen alle wieder, oder?                                          | 1998                   | eigener Song                                                             |
| Der Talisman                                                     | „'s war Anno zwoundvierzig in Paris ...“                                                  | Franz Josef Degenhardt | Wenn der Senator erzählt                                               | 1968                   | eigener Song                                                             |
| Der Trommler                                                     | „Der Trommler ist tot; lag unter der Brücke ...“                                          | Franz Josef Degenhardt | Nocturn                                                                | 1993                   | eigener Song                                                             |
| Der Wind aus den Bergen                                          | „Am Fuß dieser kalkgrauen Berge das kalkgraue Haus ...“                                   | Franz Josef Degenhardt | Sie kommen alle wieder, oder?                                          | 1998                   | eigener Song                                                             |
| Der, der meine Lieder singt                                      | „Durch's Schalloch im Gitarrenbauch ...“                                                  | Franz Josef Degenhardt | Spiel nicht mit den Schmuddelkindern                                   | 1965                   | eigener Song                                                             |
| Deutscher Sonntag                                                | „Sonntags in der kleinen Stadt ...“                                                       | Franz Josef Degenhardt | Spiel nicht mit den Schmuddelkindern                                   | 1965                   | eigener Song                                                             |
| Deutsches Bekenntnis                                             | „Also, nun stehen wir da und sind ...“                                                    | Franz Josef Degenhardt | Wer jetzt nicht tanzt                                                  | 1990                   | eigener Song                                                             |
| Dialog                                                           | „Nun ich bin ja doch bereit ...“                                                          | Franz Josef Degenhardt | Du bist anders als die anderen                                         | 1982                   | eigener Song                                                             |
| Die Abreibung                                                    | „So. Da. ...“                                                                             | Franz Josef Degenhardt | Und am Ende wieder leben                                               | 1992                   | eigener Song                                                             |
| Die alten Lieder                                                 | „Wo sind eure Lieder – Eure alten Lieder? ...“                                            | Franz Josef Degenhardt | Wenn der Senator erzählt                                               | 1968                   | eigener Song                                                             |
| Die Aufschwungs-Hymne                                            | „Wieder alles in Lot und auf Vordermann ...“                                              | Franz Josef Degenhardt | Lullaby zwischen den Kriegen                                           | 1983                   | eigener Song                                                             |
| Die drei Zigeuner                                                | „Ja, er mag sie eigentlich noch ...“                                                      | Franz Josef Degenhardt | Nocturn                                                                | 1993                   | eigener Song                                                             |
| Die Erbschaft                                                    | „Man hat mir eine Erbschaft gemacht ...“                                                  | Franz Josef Degenhardt | Die Burg Waldeck Festivals 1964–1969                                   | 2008                   | eigener Song                                                             |
| Die Ernte droht                                                  | „Die Ernte droht, es ist die Zeit ...“                                                    | Franz Josef Degenhardt | Dreizehnbogen                                                          | 2008                   | eigener Song                                                             |
| Die Geschichte der Edeltraud Liszt erzählt von der alten Schnack | „Die alte SchnackHilde, die sitzt zwischen Eisschrank ...“                                | Franz Josef Degenhardt | Nocturn                                                                | 1993                   | eigener Song                                                             |
| Die gleiche Melodie                                              | „In den kurzen Lieben am Rand ...“                                                        | Franz Josef Degenhardt | Nocturn                                                                | 1993                   | eigener Song                                                             |
| Die Kartusche                                                    | „...“                                                                                     | Franz Josef Degenhardt | Dreizehnbogen                                                          | 2008                   | eigener Song                                                             |
| Die Kumpanei                                                     | „Im Halse rau, im Kopfe leer ...“                                                         | Franz Josef Degenhardt | Wenn der Senator erzählt                                               | 1968                   | eigener Song                                                             |
| Die Kumpanen von Horsti Schmandhoff                              | „Ja, da hocken sie nun ...“                                                               | Franz Josef Degenhardt | Wallfahrt zum Big Zeppelin                                             | 1971                   | eigener Song                                                             |
| Die Lehrerin                                                     | „Sie nun also ganz in Weiß, mit Strauß und Schleier ...“                                  | Franz Josef Degenhardt | Vorsicht Gorilla!                                                      | 1985                   | eigener Song                                                             |
| Die Moritat von dem Revolutionär Robespierre                     | „Liberté, Egalite, Fraternité ...“                                                        | Franz Josef Degenhardt |                                                                        |                        | eigener Song                                                             |
| Die Mütze                                                        | „Ich hab meine Mütze wiedergefunden ...“                                                  | Franz Josef Degenhardt | Und am Ende wieder leben                                               | 1992                   | eigener Song                                                             |
| Die Party ist vorbei                                             | „Na alter Freund KOLLEGE ...“                                                             | Franz Josef Degenhardt | Aus dem Tiefland                                                       | 1994                   | eigener Song                                                             |
| Die Wallfahrt zum Big Zeppelin                                   | „Ja anno siebzig einundsiebzig ...“                                                       | Franz Josef Degenhardt | Wallfahrt zum Big Zeppelin                                             | 1971                   | eigener Song                                                             |
| Diesmal Grenada                                                  | „Immer wieder das gleiche Muster: ...“                                                    | Franz Josef Degenhardt | Vorsicht Gorilla!                                                      | 1985                   | eigener Song                                                             |
| Diesmal werd' ich nicht                                          | „Diesmal werd' ich nicht mit ihnen zieh'n ...“                                            | Franz Josef Degenhardt | Spiel nicht mit den Schmuddelkindern                                   | 1965                   | eigener Song                                                             |
| Digitaler Bohemien                                               | „Er sitzt vorm Kaufhaus gleich morgens um neune ...“                                      | Franz Josef Degenhardt | Dreizehnbogen                                                          | 2008                   | eigener Song                                                             |
| Drei Kugeln                                                      | „Es liegen drei glänzende Kugeln ...“                                                     | Franz Josef Degenhardt | Rumpelstilzchen                                                        | 1963                   | eigener Song                                                             |
| Dreizehnbogen                                                    | „...“                                                                                     | Franz Josef Degenhardt | Dreizehnbogen                                                          | 2008                   | eigener Song                                                             |
| Drumherumgerede                                                  | „NA was sagen sie denn jetzt ...“                                                         | Franz Josef Degenhardt | Der Wind hat sich gedreht im Lande                                     | 1980                   | eigener Song                                                             |
| Durchreiser                                                      | „Ich kannte ihn nur in dem Klebstoffmantel ...“                                           | Franz Josef Degenhardt | Café nach dem Fall                                                     | 2000                   | eigener Song                                                             |
| Du bist anders als die anderen                                   | „Du bist anders als die andern ...“                                                       | Franz Josef Degenhardt | Du bist anders als die anderen                                         | 1982                   | eigener Song                                                             |
| Du sollst mir nichts verweigern                                  | „...“                                                                                     | Franz Josef Degenhardt | Dämmerung                                                              | 2006                   | eigener Song                                                             |
| Eigentlich unglaublich, daß ihnen das immer wieder gelingt ...   | „Deinem Urgroßvater ...“                                                                  | Franz Josef Degenhardt | ... weiter im Text                                                     | 1996                   | eigener Song                                                             |
| Ein schönes Lied                                                 | „Komm, sing uns mal ein schönes Lied ...“                                                 | Franz Josef Degenhardt | Spiel nicht mit den Schmuddelkindern                                   | 1965                   | eigener Song                                                             |
| Eine Straße                                                      | „...“                                                                                     | Franz Josef Degenhardt | Aus diesem Land sind meine Lieder                                      | 1989                   | eigener Song                                                             |
| El Condor Pasa                                                   | „Der Condor hackt der Sonne Augen aus und fällt ...“                                      | Franz Josef Degenhardt | Degenhardt, Schütt & Wandrey – Live                                    | 1971                   | Coversong mit neuem Text                                                 |
| Emigranten Choral                                                | „Werft eure Herzen über alle Grenzen ...“                                                 | Franz Josef Degenhardt | Mit aufrechtem Gang                                                    | 1975                   | eigener Song                                                             |
| Entschuldigung eines alten Sozialdemokraten                      | „Verteidigung eines Sozialdemokraten vor dem Fabriktor ...“                               | Franz Josef Degenhardt | Degenhardt Live                                                        | 1968                   | eigener Song                                                             |
| Es denken die Leute von gestern wieder an morgen                 | „Ja, Sie reden hier immer von ...“                                                        | Franz Josef Degenhardt | Du bist anders als die anderen                                         | 1982                   | eigener Song                                                             |
| Es ist ein Rot entsprungen                                       | „...“                                                                                     | Dieter Süverkrüp       | Degenhardt, Schütt & Wandrey – Live                                    | 1971                   | Coversong                                                                |
| Es hat sich doch was getan                                       | „Die Arme fast ausgerenkt und in den Fäusten ...“                                         | Franz Josef Degenhardt | Vorsicht Gorilla!                                                      | 1985                   | eigener Song                                                             |
| Fabel von Hirten und den Wölfen                                  | „Die Wölfe jagten die Schafe ...“                                                         | Franz Josef Degenhardt | Wildledermantelmann                                                    | 1977                   | eigener Song                                                             |
| Fast autobiografischer Lebenslauf eines westdeutschen Linken     | „Diese rote Wut, die hatte er immer ...“                                                  | Franz Josef Degenhardt | Im Jahr der Schweine                                                   | 1969                   | eigener Song                                                             |
| Feierabend                                                       | „Vorstadt - Feierabend ...“                                                               | Franz Josef Degenhardt | Väterchen Franz                                                        | 1966                   | eigener Song                                                             |
| Freuden Tam-Tam                                                  | „Also - wir wollen mal ehrlich sein ...“                                                  | Franz Josef Degenhardt | Du bist anders als die anderen                                         | 1982                   | eigener Song                                                             |
| Freud'sche Fabel von Hunger und Streit                           | „Wir hätten den Vater erschlagen ...“                                                     | Franz Josef Degenhardt | Im Jahr der Schweine                                                   | 1969                   | eigener Song                                                             |
| Friedensidioten                                                  | „Wir sind aus den roten Bergen gekommen ...“                                              | Franz Josef Degenhardt | Und am Ende wieder leben                                               | 1992                   | eigener Song                                                             |
| Frühlingslied                                                    | „Steige höher, Lerche, steige ...“                                                        | Franz Josef Degenhardt | Vorsicht Gorilla!                                                      | 1985                   | eigener Song                                                             |
| Früh aus zu engem Bett rausgeflohen                              | „Früh aus zu engem Bett rausgeflohen ...“                                                 | Franz Josef Degenhardt | Vorsicht Gorilla!                                                      | 1985                   | eigener Song                                                             |
| Fuchs auf der Flucht                                             | „...“                                                                                     | Franz Josef Degenhardt | Dämmerung                                                              | 2006                   | eigener Song                                                             |
| Für Mikis Theodorakis                                            | „Da sind sie, die Konzern- und Landbesitzer ...“                                          | Franz Josef Degenhardt | Degenhardt Live                                                        | 1968                   | eigener Song                                                             |
| Für wen ich singe                                                | „Ich singe nicht für euch ...“                                                            | Franz Josef Degenhardt | Wenn der Senator erzählt                                               | 1968                   | eigener Song                                                             |
| Gehts nicht auch so?                                             | „Und wenn am Abend sowas wie Frieden ...“                                                 | Franz Josef Degenhardt | ... weiter im Text                                                     | 1996                   | eigener Song                                                             |
| Gelobtes Land                                                    | „Da, wo ein Wolf die Pfote gibt ...“                                                      | Franz Josef Degenhardt | Spiel nicht mit den Schmuddelkindern                                   | 1965                   | eigener Song                                                             |
| Glasbruch                                                        | „Der Mann ...“                                                                            | Franz Josef Degenhardt | Du bist anders als die anderen                                         | 1982                   | eigener Song                                                             |
| Go East                                                          | „Maria Kaminsky, Berufsname Sandra ...“                                                   | Franz Josef Degenhardt | Quantensprung                                                          | 2002                   | eigener Song                                                             |
| Göttingen                                                        | „In diese Stadt, my love, müßte man reiten ...“                                           | Franz Josef Degenhardt | Lullaby zwischen den Kriegen                                           | 1985                   | eigener Song                                                             |
| Grandola, Vila Morena                                            | „Grandola, Vila Morena ...“                                                               | Franz Josef Degenhardt | Mit aufrechtem Gang                                                    | 1975                   | eigener Song                                                             |
| Große Schimpflitanei                                             | „Lieber Doktor Degenhardt ...“                                                            | Franz Josef Degenhardt | Kommt an den Tisch unter Pflaumenbäumen                                | 1973                   | eigener Song                                                             |
| Häuser im Regen                                                  | „In den Häusern hinter fast entlaubten Bäumen ...“                                        | Franz Josef Degenhardt |                                                                        |                        | eigener Song                                                             |
| Heilig Abend Zusammen                                            | „...“                                                                                     | Dieter Süverkrüp       | Degenhardt, Schütt & Wandrey – Live                                    | 1971                   | Coversong                                                                |
| Heimweh-Blues                                                    | „Jetzt kommen die Einschläge immer näher...“                                              | Franz Josef Degenhardt | ... weiter im Text                                                     | 1996                   | eigener Song                                                             |
| Herbstlied                                                       | „Nun ziehn die kalten Nebel ...“                                                          | Franz Josef Degenhardt | Lullaby zwischen den Kriegen                                           | 1983                   | eigener Song                                                             |
| Hier am Ende von Deutschland                                     | „Hier am Ende von Deutschland ...“                                                        | Franz Josef Degenhardt |                                                                        |                        | eigener Song                                                             |
| Hier im Innern des Landes                                        | „Wie oft hat man sie schon totgesagt, doch ...“                                           | Franz Josef Degenhardt | Degenhardt Live                                                        | 1968                   | eigener Song                                                             |
| Hochzeit                                                         | „Nächstens oder Mittwoch, morgen oder gleich ...“                                         | Franz Josef Degenhardt | Spiel nicht mit den Schmuddelkindern                                   | 1965                   | eigener Song                                                             |
| Hört ihr noch den Ruf der Schwäne                                | „Hört ihr noch den Ruf der Schwäne ...“                                                   | Franz Josef Degenhardt | Mit aufrechtem Gang                                                    | 1975                   | eigener Song                                                             |
| Horsti Schmandhoff                                               | „Ihr, die Kumpanen aus demselben Viertel voller Ruß ...“                                  | Franz Josef Degenhardt | Väterchen Franz                                                        | 1966                   | eigener Song                                                             |
| Ich ging im letzte Mai                                           | „Ich ging im letzte Mai ...“                                                              | Franz Josef Degenhardt | Café nach dem Fall                                                     | 2000                   | eigener Song                                                             |
| Ich laß dich...                                                  | „Ich mein wir waren bei dir ...“                                                          | Franz Josef Degenhardt | Da müssen wir durch                                                    | 1987                   | eigener Song                                                             |
| Ich mach mich ganz klein                                         | „Früher tief im Dreck, ja da kämpfte ich um jeden Bissen ...“                             | Franz Josef Degenhardt | Junge Paare auf Bänken (Franz Josef Degenhardt singt Georges Brassens) | 1986                   | Coversong mit neuem Text                                                 |
| Im Gonsbachtal                                                   | „Hier am Hang der leeren Gärten ...“                                                      | Franz Josef Degenhardt | Wildledermantelmann                                                    | 1977                   | eigener Song                                                             |
| Im Jahr der Schweine                                             | „Dies ist das Jahr der Schweine ...“                                                      | Franz Josef Degenhardt | Im Jahr der Schweine                                                   | 1969                   | eigener Song                                                             |
| Im Krieg                                                         | „Wir sind ja nunmehr ganz, ja mehr denn ganz verheeret: ...“                              | Franz Josef Degenhardt | Café nach dem Fall                                                     | 2000                   | eigener Song                                                             |
| Immer noch grob sinnlich                                         | „Ala, ihr Lecker, Kumpane, Gespane ...“                                                   | Franz Josef Degenhardt | Mit aufrechtem Gang                                                    | 1975                   | eigener Song                                                             |
| Inka Lied                                                        | „Der Condor hackt der Sonne Augen aus und fällt ...“                                      | Franz Josef Degenhardt | Wallfahrt zum Big Zeppelin                                             | 1971                   | Coversong (angelehnt an die Melodie von El Condor Pasa) mit eigenem Text |
| In den guten alten Zeiten                                        | „Dort im Südrandkrater, hinten an der Zwischenkieferwand ...“                             | Franz Josef Degenhardt | Väterchen Franz                                                        | 1966                   | eigener Song                                                             |
| In der Glitzerpassage                                            | „Zwischen Karstadt und Dom ...“                                                           | Franz Josef Degenhardt | Quantensprung                                                          | 2002                   | eigener Song                                                             |
| In dieser Saison                                                 | „In dieser Saison ...“                                                                    | Franz Josef Degenhardt |                                                                        |                        | eigener Song                                                             |
| Irgend'was mach' ich mal                                         | „Während der Woche nach Schichtschluß ...“                                                | Franz Josef Degenhardt | Degenhardt Live                                                        | 1968                   | eigener Song                                                             |
| Sprache der Mörder                                               | „Ja, das ist die Sprache der Mörder, ...“                                                 | Franz Josef Degenhardt | Kommt an den Tisch unter Pflaumenbäumen                                | 1973                   | eigener Song                                                             |
| Ja, dieses Deutschland meine ich                                 | „Da, wo die Arbeit und ...“                                                               | Franz Josef Degenhardt | Mutter Mathilde                                                        | 1972                   | eigener Song                                                             |
| Ja, es gibt diese Abende noch                                    | „Ja, es gibt diese Abende noch ...“                                                       | Franz Josef Degenhardt | Aus dem Tiefland                                                       | 1994                   | eigener Song                                                             |
| Jedenfalls                                                       | „Die Brüder meines Vaters ...“                                                            | Franz Josef Degenhardt |                                                                        |                        | eigener Song                                                             |
| Jeder Traum                                                      | „Jeder Traum, an den ich mich verschwendet ...“                                           | Franz Josef Degenhardt | Dreizehnbogen                                                          | 2008                   | eigener Song                                                             |
| Jugendfreunde                                                    | „Ja -so ähnlich hatte ich's mir vorgestellt ...“                                          | Franz Josef Degenhardt | Quantensprung                                                          | 2002                   | eigener Song                                                             |
| Junge Paare auf Bänken                                           | „Wenn du glaubst, im Park die Bänke ...“                                                  | Franz Josef Degenhardt | Junge Paare auf Bänken (Franz Josef Degenhardt singt Georges Brassens) | 1986                   | Coversong mit neuem Text                                                 |
| Kindertraum                                                      | „In jenem Alter ist er jetzt schon, wo er vergißt was er mittags aß. ...“                 | Franz Josef Degenhardt | Café nach dem Fall                                                     | 2000                   | eigener Song                                                             |
| Kirschenzeit                                                     | „Gewiss doch, sie kommt, die Kirschenzeit ...“                                            | Franz Josef Degenhardt | Quantensprung                                                          | 2002                   | Coversong mit neuem Text                                                 |
| Komm bloß zurück                                                 | „Ich zog mir einen Falken, länger als ein Jahr ...“                                       | Franz Josef Degenhardt | ... weiter im Text                                                     | 1996                   | eigener Song                                                             |
| Kommt an den Tisch unter Pflaumenbäumen                          | „Kommt an den Tisch unter Pflaumenbäumen ...“                                             | Franz Josef Degenhardt | Kommt an den Tisch unter Pflaumenbäumen                                | 1973                   | eigener Song                                                             |
| Kommt ihr Gespielen                                              | „Kommt, ihr Gespielen, kommt, ihr Kumpanei ...“                                           | Franz Josef Degenhardt | Quantensprung                                                          | 2002                   | eigener Song                                                             |
| König Großkotz                                                   | „Ihr, hier alle kennt ihn, den Boß. ...“                                                  | Franz Josef Degenhardt | Junge Paare auf Bänken (Franz Josef Degenhardt singt Georges Brassens) | 1986                   | Coversong mit neuem Text                                                 |
| Krieg ist Krieg                                                  | „Ein Irrtum? Kann ja schon mal passieren ...“                                             | Franz Josef Degenhardt | Dreizehnbogen                                                          | 2008                   | eigener Song                                                             |
| Landsleute nageln tote Eulen oft an ihre Scheunen                | „Sitzend bei starkem Frost ...“                                                           | Franz Josef Degenhardt | Im Jahr der Schweine                                                   | 1969                   | eigener Song                                                             |
| Laute von damals                                                 | „Und wenn in diesen schlaflosen Nächten ...“                                              | Franz Josef Degenhardt | ... weiter im Text                                                     | 1996                   | eigener Song                                                             |
| Leere Felder                                                     | „Weit hinterm Heer ...“                                                                   | Franz Josef Degenhardt | Wenn der Senator erzählt                                               | 1968                   | eigener Song                                                             |
| Lehrstück der vier Partisanen                                    | „Das war bei Da Nang am Mondfalterfluß ...“                                               | Franz Josef Degenhardt | Degenhardt Live                                                        | 1968                   | eigener Song                                                             |
| Lied für die ich es sing                                         | „Dieses Lied ist für Pastor Klaus ...“                                                    | Franz Josef Degenhardt | Da müssen wir durch                                                    | 1987                   | Coversong mit neuem Text                                                 |
| Los Campesinos                                                   | „Los campos heridos de tanta metralla ...“                                                | Franz Josef Degenhardt | Aus dem Tiefland                                                       | 1994                   | eigener Song                                                             |
| Lullaby zwischen den Kriegen                                     | „Nimm meine Faust und wünsch dir was ...“                                                 | Franz Josef Degenhardt | Lullaby zwischen den Kriegen                                           | 1983                   | eigener Song                                                             |
| Macht euch nichts vor                                            | „Macht euch nicht vor ...“                                                                | Franz Josef Degenhardt |                                                                        |                        | eigener Song                                                             |
| Manchmal, dann sagst du mir                                      | „Manchmal, dann sagst du mir ...“                                                         | Franz Josef Degenhardt | Rumpelstilzchen                                                        | 1963                   | eigener Song                                                             |
| Manchmal des Nachts                                              | „Manchmal des Nachts ...“                                                                 | Franz Josef Degenhardt | Rumpelstilzchen                                                        | 1963                   | eigener Song                                                             |
| Margot                                                           | „Hinterm Dorf hütete Margot ihre Schafe, und sie fand ...“                                | Franz Josef Degenhardt | Junge Paare auf Bänken (Franz Josef Degenhardt singt Georges Brassens) | 1986                   | Coversong mit neuem Text                                                 |
| Marinette                                                        | „Ich hatte grad ein Lied gemacht und fuhr zu Marinette ...“                               | Franz Josef Degenhardt | Junge Paare auf Bänken (Franz Josef Degenhardt singt Georges Brassens) | 1986                   | Coversong mit neuem Text                                                 |
| Mit aufrechtem Gang                                              | „Mit aufrechtem Gang ...“                                                                 | Franz Josef Degenhardt | Mit aufrechtem Gang                                                    | 1975                   | eigener Song                                                             |
| Mit einer Hacke auf der Schulter                                 | „Mit einer Hacke auf der Schulter ...“                                                    | Franz Josef Degenhardt | Junge Paare auf Bänken (Franz Josef Degenhardt singt Georges Brassens) | 1986                   | Coversong mit neuem Text                                                 |
| Monopoly                                                         | „Wagen und Weiber und heiße Regionen ...“                                                 | Franz Josef Degenhardt | Wallfahrt zum Big Zeppelin                                             | 1971                   | eigener Song                                                             |
| Moritat Nr. 218                                                  | „Das ist die Geschichte der O ...“                                                        | Franz Josef Degenhardt | Kommt an den Tisch unter Pflaumenbäumen                                | 1973                   | eigener Song                                                             |
| Moritette                                                        | „Sie haben am Schlafzimmerfenster gestanden ...“                                          | Franz Josef Degenhardt | Quantensprung                                                          | 2002                   | eigener Song                                                             |
| Mutter Mathilde                                                  | „Vis a vis vom Tor der großen Fabrik ...“                                                 | Franz Josef Degenhardt | Mutter Mathilde                                                        | 1972                   | eigener Song                                                             |
| Nach 30 Jahren zurückgekehrt                                     | „Ik wull wi weern noch kleen Johann? ...“                                                 | Franz Josef Degenhardt | Lullaby zwischen den Kriegen                                           | 1983                   | eigener Song                                                             |
| Nach 50 Jahren                                                   | „In 50 Jahren ist alles vorbei ...“                                                       | Franz Josef Degenhardt | ... weiter im Text                                                     | 1996                   | eigener Song                                                             |
| Nachhilfestunde                                                  | „Dass sie nun wieder einmarschier'n ...“                                                  | Franz Josef Degenhardt | Quantensprung                                                          | 2002                   | eigener Song                                                             |
| Nachruf                                                          | „Du liebe, treue Laute ...“                                                               | Franz Josef Degenhardt | Quantensprung                                                          | 2002                   | eigener Song                                                             |
| Nachruf auf ein hohes Tier                                       | „In einem jener Häuser, aus denen Efeu quillt ...“                                        | Franz Josef Degenhardt |                                                                        |                        | eigener Song                                                             |
| Natascha Speckenbach                                             | „Die Birnenprüferinnen ...“                                                               | Franz Josef Degenhardt | Mutter Mathilde                                                        | 1972                   | eigener Song                                                             |
| Nocturn                                                          | „Und wenn in den tausendwabigen Türmen ...“                                               | Franz Josef Degenhardt | Nocturn                                                                | 1993                   | eigener Song                                                             |
| Nostalgia                                                        | „Genossinnen, Genossen, wir haben uns genossen ...“                                       | Franz Josef Degenhardt | Mutter Mathilde                                                        | 1972                   | eigener Song                                                             |
| Notar Bolamus                                                    | „Die zwischen den Zeilen Widerstand leisteten ...“                                        | Franz Josef Degenhardt | Wenn der Senator erzählt                                               | 1968                   | eigener Song                                                             |
| November - Lambada                                               | „Lambada, Lambada ...“                                                                    | Franz Josef Degenhardt | Wer jetzt nicht tanzt                                                  | 1990                   | Coversong mit neuem Text                                                 |
| Old Boy – ade                                                    | „...“                                                                                     | Franz Josef Degenhardt | Stationen                                                              | 1988                   | eigener Song                                                             |
| Olle Klaas                                                       | „Ihr Stammtischbrüder. er ist tot ...“                                                    | Franz Josef Degenhardt | Aus dem Tiefland                                                       | 1994                   | eigener Song                                                             |
| ON TOP                                                           | „ONTOP Nun ja, was sich die Leute so vorstellen ...“                                      | Franz Josef Degenhardt | Wer jetzt nicht tanzt                                                  | 1990                   | eigener Song                                                             |
| Onkel Allbright                                                  | „...“                                                                                     | Franz Josef Degenhardt | Dämmerung                                                              | 2006                   | eigener Song                                                             |
| Onkel Richard                                                    | „Onkel Richard, wenn du den suchst: ...“                                                  | Franz Josef Degenhardt | Da müssen wir durch                                                    | 1987                   | eigener Song                                                             |
| Original und Kopie                                               | „Noch in der warmen Höhle der Mutter ...“                                                 | Franz Josef Degenhardt | Du bist anders als die anderen                                         | 1982                   | eigener Song                                                             |
| Papstlied I                                                      | „Ei, ei, wie christlich sich der Papst vor Lachen biegt ...“                              | Franz Josef Degenhardt | Wildledermantelmann                                                    | 1977                   | eigener Song                                                             |
| Papstlied II                                                     | „Ei, ei, wie sich der Weltbankpräsident vor Lachen biegt ...“                             | Franz Josef Degenhardt | Wildledermantelmann                                                    | 1977                   | eigener Song                                                             |
| Peruanisches Fest                                                | „Da hocken sie auf Kirchenstufen: ...“                                                    | Franz Josef Degenhardt | Wenn der Senator erzählt                                               | 1968                   | eigener Song                                                             |
| Polenmädchen                                                     | „Was, man singt es nicht mehr hier? ...“                                                  | Franz Josef Degenhardt | Nocturn                                                                | 1993                   | eigener Song                                                             |
| Portugal                                                         | „Wir haben dich geseh'n ...“                                                              | Franz Josef Degenhardt | Mit aufrechtem Gang                                                    | 1975                   | eigener Song                                                             |
| Progressiv, Dynamisch, mit Phantasie                             | „Ja, sie, mit ihnen wollte ich schon immer mal reden. hören sie zu, meinen sie nicht ...“ | Franz Josef Degenhardt | Wallfahrt zum Big Zeppelin                                             | 1971                   | eigener Song                                                             |
| P. T. aus Arizona                                                | „P.T. aus Arizona ...“                                                                    | Franz Josef Degenhardt | Stationen                                                              | 1988                   | eigener Song                                                             |
| Quantensprung                                                    | „Hi, sieh da, der Degenhardt ...“                                                         | Franz Josef Degenhardt | Quantensprung                                                          | 2002                   | eigener Song                                                             |
| Rat an einen jungen Sozialisten                                  | „Aber wenn du mich fragst, Junge ...“                                                     | Franz Josef Degenhardt | Degenhardt Live                                                        | 1968                   | eigener Song                                                             |
| Reggae                                                           | „Wenn alle schon stoned sind, bekifft und betrunken ...“                                  | Franz Josef Degenhardt | Der Wind hat sich gedreht im Lande                                     | 1980                   | eigener Song                                                             |
| Reiht euch ein in die neue Front                                 | „...“                                                                                     | Franz Josef Degenhardt | Im Jahr der Schweine                                                   | 1969                   | eigener Song                                                             |
| Reiter wieder an der schwarzen Mauer                             | „Reiter wieder an der schwarzen Mauer ...“                                                | Franz Josef Degenhardt | Da müssen wir durch                                                    | 1987                   | eigener Song                                                             |
| Rondo Pastorale                                                  | „Ja, war nicht leicht, euch hier zu finden ...“                                           | Franz Josef Degenhardt | Wildledermantelmann                                                    | 1977                   | eigener Song                                                             |
| Rosen im Schnee                                                  | „Mein Gott, das ist 25 Jahre schon ...“                                                   | Franz Josef Degenhardt | Wer jetzt nicht tanzt                                                  | 1990                   | Coversong mit neuem Text                                                 |
| Rudi Schulte                                                     | „Über den da hat noch keiner was geschrieben ...“                                         | Franz Josef Degenhardt | Wallfahrt zum Big Zeppelin                                             | 1971                   | eigener Song                                                             |
| Rumpelstilzchen                                                  | „Wenn morgens schon die Schule brennt ...“                                                | Franz Josef Degenhardt | Rumpelstilzchen                                                        | 1963                   | eigener Song                                                             |
| R.L. an L.K.                                                     | „Dein Herz voller Seufzer ...“                                                            | Franz Josef Degenhardt | Nocturn                                                                | 1993                   | eigener Song                                                             |
| Sacco und Vanzetti                                               | „Euer Kampf Nicola und Bart ...“                                                          | Franz Josef Degenhardt | Mutter Mathilde                                                        | 1972                   | Coversong mit neuem Text                                                 |
| Santacher                                                        | „Komm, Geliebte komm ...“                                                                 | Franz Josef Degenhardt | Väterchen Franz                                                        | 1966                   | eigener Song                                                             |
| Scapa Flow GmbH                                                  | „Matthias Rust zum Beispiel ...“                                                          | Franz Josef Degenhardt | Wer jetzt nicht tanzt                                                  | 1990                   | eigener Song                                                             |
| Schäferspiele                                                    | „Gänse hütest du und ich meine Schweine ...“                                              | Franz Josef Degenhardt | Wer jetzt nicht tanzt                                                  | 1990                   | eigener Song                                                             |
| Schlechte Zeiten                                                 | „Schlechte Zeiten, schlechte Zeiten sind das ...“                                         | Franz Josef Degenhardt | Wallfahrt zum Big Zeppelin                                             | 1971                   | eigener Song                                                             |
| Sentimentaler Hund                                               | „Irgendwann, ein- oder zweimal im Jahr, ...“                                              | Franz Josef Degenhardt | Rumpelstilzchen                                                        | 1963                   | eigener Song                                                             |
| Serenade                                                         | „Rappelle-toi. damals, als ich unter deinem Fenster stand ...“                            | Franz Josef Degenhardt | Aus dem Tiefland                                                       | 1994                   | eigener Song                                                             |
| Sie ist in den Wald gegangen                                     | „...“                                                                                     | Franz Josef Degenhardt | Dämmerung                                                              | 2006                   | eigener Song                                                             |
| Sie kamen mit dem lauen Wind                                     | „Sie kamen mit dem lauen Wind ...“                                                        | Franz Josef Degenhardt | Wer jetzt nicht tanzt                                                  | 1990                   | eigener Song                                                             |
| Sommerlied                                                       | „Hab vor deiner Tür gelegen ...“                                                          | Franz Josef Degenhardt | Du bist anders als die anderen                                         | 1982                   | eigener Song                                                             |
| Soweit so gut                                                    | „Soweit, So Gut - Aber Ich Sage Euch, Irgendwann, Da ...“                                 | Franz Josef Degenhardt | Und am Ende wieder leben                                               | 1992                   | eigener Song                                                             |
| So sind die Zeiten                                               | „Hallo, der DEGENHARDT ...“                                                               | Franz Josef Degenhardt | Café nach dem Fall                                                     | 2000                   | eigener Song                                                             |
| So sind hier die Leute                                           | „He, Fremder mit dem Hinkefuß ...“                                                        | Franz Josef Degenhardt | Wenn der Senator erzählt                                               | 1968                   | eigener Song                                                             |
| So what                                                          | „Arbeitslosigkeit? ...“                                                                   | Franz Josef Degenhardt | Sie kommen alle wieder, oder?                                          | 1998                   | eigener Song                                                             |
| Später                                                           | „Und wenn dann mal alles gewesen sein wird ...“                                           | Franz Josef Degenhardt | Und am Ende wieder leben                                               | 1992                   | eigener Song                                                             |
| Spaziergang                                                      | „Hier diese Gegend kenn' ich doch! ...“                                                   | Franz Josef Degenhardt | Väterchen Franz                                                        | 1966                   | eigener Song                                                             |
| Spiel nicht mit den Schmuddelkindern                             | „Spiel nicht mit den Schmuddelkindern ...“                                                | Franz Josef Degenhardt | Spiel nicht mit den Schmuddelkindern                                   | 1965                   | eigener Song                                                             |
| Station Chile                                                    | „Und wieder versteckt ...“                                                                | Franz Josef Degenhardt | Mit aufrechtem Gang                                                    | 1975                   | eigener Song                                                             |
| Stille Nacht                                                     | „...“                                                                                     | Dieter Süverkrüp       | Degenhardt, Schütt & Wandrey – Live                                    | 1971                   | Coversong                                                                |
| Tango du Midi                                                    | „Und ich, ich sitz beim zweiten Glas Pastis ...“                                          | Franz Josef Degenhardt | Lullaby zwischen den Kriegen                                           | 1983                   | eigener Song                                                             |
| Tante Th'rese                                                    | „Deine Schwestern, Tante T'hrese ...“                                                     | Franz Josef Degenhardt | Väterchen Franz                                                        | 1966                   | eigener Song                                                             |
| Tanz im Freien                                                   | „Ich stell mir vor, es fällt nicht auf ...“                                               | Franz Josef Degenhardt | Café nach dem Fall                                                     | 2000                   | eigener Song                                                             |
| Tarantella                                                       | „Wer der Erste war, wusste schon bald keiner mehr ...“                                    | Franz Josef Degenhardt | Rumpelstilzchen                                                        | 1963                   | eigener Song                                                             |
| Tonio Schiavo                                                    | „Das ist die Geschichte von Tonio Schiavo ...“                                            | Franz Josef Degenhardt | Väterchen Franz                                                        | 1966                   | eigener Song                                                             |
| Trampten wir durchs Land                                         | „...“                                                                                     | Franz Josef Degenhardt | Dämmerung                                                              | 2006                   | eigener Song                                                             |
| Traumritt                                                        | „...“                                                                                     | Franz Josef Degenhardt | Dämmerung                                                              | 2006                   | eigener Song                                                             |
| Trink aus, Katrin                                                | „Trink aus, Katrin, trink aus, Katrin ...“                                                | Franz Josef Degenhardt | Vorsicht Gorilla!                                                      | 1985                   | eigener Song                                                             |
| Treiben, Gleiten, Treiben                                        | „So zwischen Sommer und zwischen Herbst ...“                                              | Franz Josef Degenhardt | Da müssen wir durch                                                    | 1987                   | eigener Song                                                             |
| Trostaria                                                        | „Endlich bleibt nicht ewig aus ...“                                                       | Franz Josef Degenhardt | ... weiter im Text                                                     | 1996                   | eigener Song                                                             |
| Überfall mit Refrain                                             | „Ich habe auch nicht behauptet ...“                                                       | Franz Josef Degenhardt | Café nach dem Fall                                                     | 2000                   | eigener Song                                                             |
| Umleitung                                                        | „Du wirst umgeleitet, von der großen Straße ...“                                          | Franz Josef Degenhardt | Väterchen Franz                                                        | 1966                   | eigener Song                                                             |
| Und am Ende wieder Leben                                         | „Und am Ende wieder Leben ...“                                                            | Franz Josef Degenhardt | Und am Ende wieder leben                                               | 1992                   | eigener Song                                                             |
| Unser Land                                                       | „Ob ich es liebe, weiß ich nicht. Ich lebe hier und lebe gern ...“                        | Franz Josef Degenhardt | Der Wind hat sich gedreht im Lande                                     | 1980                   | eigener Song                                                             |
| Unter der Linde oder Probleme der Emanzipation                   | „Das ist unter der Linde ...“                                                             | Franz Josef Degenhardt | Kommt an den Tisch unter Pflaumenbäumen                                | 1973                   | eigener Song                                                             |
| Väterchen Franz                                                  | „He, Väterchen Franz ...“                                                                 | Franz Josef Degenhardt | Väterchen Franz                                                        | 1966                   | eigener Song                                                             |
| Vatis Argumente                                                  | „Also wenn Vati loslegt ...“                                                              | Franz Josef Degenhardt | Durch die Jahre                                                        | 1981                   | eigener Song                                                             |
| Vom Machen, Schreiben, Lesen, Machen, Schreiben                  | „Alles genau beschrieben ...“                                                             | Franz Josef Degenhardt | Im Jahr der Schweine                                                   | 1969                   | eigener Song                                                             |
| Von der Fahne                                                    | „Man geht nicht von der Fahne ...“                                                        | Franz Josef Degenhardt | Da müssen wir durch                                                    | 1987                   | eigener Song                                                             |
| Von der letzten autonomen Selbstbestimmungs-Republik             | „Abgetörnt und rumgestoßen ...“                                                           | Franz Josef Degenhardt | Der Wind hat sich gedreht im Lande                                     | 1980                   | eigener Song                                                             |
| Vorsicht Gorilla                                                 | „Ein Wanderzirkus ging pleite ...“                                                        | Franz Josef Degenhardt | Vorsicht Gorilla!                                                      | 1985                   | Coversong mit neuem Text                                                 |
| Warum denn auch nicht                                            | „Fuffzig Jahre ...“                                                                       | Franz Josef Degenhardt | ... weiter im Text                                                     | 1996                   | eigener Song                                                             |
| Weintrinker                                                      | „Ich möchte Weintrinker sein ...“                                                         | Franz Josef Degenhardt | Rumpelstilzchen                                                        | 1963                   | eigener Song                                                             |
| Weißer Sonntag                                                   | „War es Traum oder war es Tag ...“                                                        | Franz Josef Degenhardt | ... weiter im Text                                                     | 1996                   | eigener Song                                                             |
| Weiter im Text                                                   | „Und es geht ja trotz allem weiter im Text ...“                                           | Franz Josef Degenhardt | ... weiter im Text                                                     | 1996                   | eigener Song                                                             |
| Weiter im Westen                                                 | „Weiter im Westen ...“                                                                    | Franz Josef Degenhardt | Café nach dem Fall                                                     | 2000                   | eigener Song                                                             |
| Weltkrieg Nr. 1                                                  | „Hätt ich aus Kriegen den zu wählen ...“                                                  | Franz Josef Degenhardt | Junge Paare auf Bänken (Franz Josef Degenhardt singt Georges Brassens) | 1986                   | Coversong mit neuem Text                                                 |
| Wenn der Senator erzählt...                                      | „Ja, wenn der Senator erzählt. ...“                                                       | Franz Josef Degenhardt | Wenn der Senator erzählt                                               | 1968                   | eigener Song                                                             |
| Wer jetzt nicht tanzt                                            | „Wer jetzt nicht tanzt, der ist selber schuld ...“                                        | Franz Josef Degenhardt | Aus diesem Land sind meine Lieder                                      | 1989                   | eigener Song                                                             |
| Wer zu spät kommt ...                                            | „Aha der Degenhardt ...“                                                                  | Franz Josef Degenhardt | Nocturn                                                                | 1993                   | eigener Song                                                             |
| Wiegenlied                                                       | „Schlaf, mein Kind, damit du schnell vergisst ...“                                        | Franz Josef Degenhardt | Rumpelstilzchen                                                        | 1963                   | eigener Song                                                             |
| Wie weiter?                                                      | „Es wird immer schwieriger ...“                                                           | Franz Josef Degenhardt | Der Wind hat sich gedreht im Lande                                     | 1980                   | eigener Song                                                             |
| Wie's früher mal war                                             | „Es müßt? noch mal so sein, wie's früher mal war ...“                                     | Franz Josef Degenhardt | Nocturn                                                                | 1993                   | eigener Song                                                             |
| Wilde Gesellen                                                   | „Wilde Gesellen, vom Sturmwind durchweht ...“                                             | Franz Josef Degenhardt | Café nach dem Fall                                                     | 2000                   | Coversong                                                                |
| Wildledermantelmann                                              | „Wildledermantelmann. Wildledermantelmann ...“                                            | Franz Josef Degenhardt | Wildledermantelmann                                                    | 1977                   | eigener Song                                                             |
| Winterlied                                                       | „Es ist ein Schnee gefallen und fiel noch aus der Zeit ...“                               | Franz Josef Degenhardt | Der Wind hat sich gedreht im Lande                                     | 1980                   | eigener Song                                                             |
| Wohlan, wir wollen schlafen                                      | „...“                                                                                     | Franz Josef Degenhardt | Dämmerung                                                              | 2006                   | eigener Song                                                             |
| Wolgograd                                                        | „Nicht wie in andere Städte ...“                                                          | Franz Josef Degenhardt | Mit aufrechtem Gang                                                    | 1975                   | eigener Song                                                             |
| Wölfe mitten im Mai                                              | „August der Schäfer hat Wölfe gehört ...“                                                 | Franz Josef Degenhardt | Spiel nicht mit den Schmuddelkindern                                   | 1965                   | eigener Song                                                             |
| Zaunkönig                                                        | „Ich hab einen Zaunkönig singen gehört ...“                                               | Franz Josef Degenhardt | Nocturn                                                                | 1993                   | eigener Song                                                             |
| Zeitzeuge Jahrgang 00                                            | „Wenn Sie nun so auf Ihr Leben zurückblicken, Herr Kolekta ...“                           | Franz Josef Degenhardt | Lullaby zwischen den Kriegen                                           | 1983                   | eigener Song                                                             |
| Zigeuner hinterm Haus des Sängers                                | „Drei Wagen standen morgens ...“                                                          | Franz Josef Degenhardt | Im Jahr der Schweine                                                   | 1969                   | eigener Song                                                             |
| Zu Prag                                                          | „Seit Tagen rufen sie bei mir an ...“                                                     | Franz Josef Degenhardt | Degenhardt Live                                                        | 1968                   | eigener Song                                                             |
| Zündschnüre-Song                                                 | „Und als von tausend Jahren ...“                                                          | Franz Josef Degenhardt | Mit aufrechtem Gang                                                    | 1975                   | eigener Song                                                             |
| Zug der Schwäne                                                  | „Über meiner Heimat Frühling ...“                                                         | Franz Josef Degenhardt | Aus dem Tiefland                                                       | 1994                   | eigener Song                                                             |
| Zug durch die Gemeinde                                           | „Wieder mal hab ich genug ...“                                                            | Franz Josef Degenhardt | Wenn der Senator erzählt                                               | 1968                   | eigener Song                                                             |
| Zwei und zwei                                                    | „Zwei und zwei, noch mal herum ...“                                                       | Franz Josef Degenhardt | Spiel nicht mit den Schmuddelkindern                                   | 1965                   | eigener Song                                                             |
| Zwischen zwei Straßenbahnen                                      | „Sie trafen sich zwischen zwei Straßenbahnen ...“                                         | Franz Josef Degenhardt | Rumpelstilzchen                                                        | 1963                   | eigener Song                                                             |
| Zwischentöne sind bloß Krampf                                    | „Manchmal sagen die Kumpanen jetzt ...“                                                   | Franz Josef Degenhardt | Degenhardt Live                                                        | 1968                   | eigener Song                                                             |